# Anthoscopus
Anthoscopus és un gènere d'ocells de la família dels remízids (Remizidae) que habita l'Àfrica subsahariana.

## Llista d'espècies
S'han descrit 6 espècies dins aquest gènere.
- Anthoscopus punctifrons - teixidor del Sahel.
- Anthoscopus parvulus - teixidor groc.
- Anthoscopus musculus - teixidor gris.
- Anthoscopus flavifrons - teixidor frontgroc.
- Anthoscopus caroli - teixidor de Carl.
- Anthoscopus minutus - teixidor del Cap.